# 2016年麦尔兹堡夜店枪击案
2016年麦尔兹堡夜店枪击案是發生於2016年7月25日，美国佛罗里达州麦尔兹堡一家名为「Club Blu」的夜店发生的一起大规模枪击案，共造成2人死亡、至少17人受傷。事件发生时，夜店正在舉辦青少年派對，死伤者大多是13岁左右的青少年。當地警方表示，目前在另一个地点有一人被拘留。警方在设法确枪击案的背后动机。